# Aetobatus ocellatus
Espèce
Aetobatus ocellatus (anciennement Aetobatus guttatus) est une espèce de raies de la famille des Myliobatidae.